# Liste des épisodes de Gargoyles, les anges de la nuit
Cette page présente la liste des épisodes de la série télévisée d'animation Gargoyles, les anges de la nuit.

## Première saison (1994-1995)
1. L'Éveil - 1re partie (Awakening - Part 1)
2. L'Éveil - 2e partie (Awakening - Part 2)
3. L'Éveil - 3e partie (Awakening - Part 3)
4. L'Éveil - 4e partie (Awakening - Part 4)
5. L'Éveil - 5e partie (Awakening - Part 5)
6. Que la chasse commence (The Thrill of the Hunt)
7. Tentation (Temptation)
8. La Force mortelle (Deadly Force)
9. Macbeth entre en scène (Enter Macbeth)
10. L'Avantage (The Edge)
11. Un long chemin vers l'aube (Long Way to Morning)
12. Frangins et frangines (Her Brother's Keeper)
13. Protéger et servir (Reawakening)

## Deuxième saison (1995-1996)
1. Le Leader du Pack (Leader of the Pack)
2. Métamorphoses (Metamorphosis)
3. Le Virus (Legion)
4. Un phare sur l'océan du temps (A Lighthouse in the Sea of Time)
5. Le Miroir (The Mirror)
6. Le Faucon argenté (The Silver Falcon)
7. Le bijou malefique (Eye of the Beholder)
8. Les Vœux (Vows)
9. La Cité des statues - 1re partie (City of Stone - Part 1)
10. La Cité des statues - 2e partie (City of Stone - Part 2)
11. La Cité des statues - 3e partie (City of Stone - Part 3)
12. La Cité des statues - 4e partie (City of Stone - Part 4)
13. En plein jour (High Noon)
14. Plus rusée qu'un renard (Outfoxed)
15. Le Prix à payer (The Price)
16. Révélations (Revelations)
17. Double péril (Double Jeopardy)
18. Le Combat des sous-chefs (Upgrade)
19. Le Racket (Protection)
20. La vengeance des mutants (The Cage)
21. Avalon - 1re partie (Avalon - Part 1)
22. Avalon - 2e partie (Avalon - Part 2)
23. Avalon - 3e partie (Avalon - Part 3)
24. Les Ombres du passé (Shadows of the Past)
25. Héritage (Heritage)
26. Les Monstres du Loch Ness (Monsters)
27. Le Golem (Golem)
28. Le Sanctuaire (Sanctuary)
29. Voyage dans le temps (M.I.A.)
30. Le Gardien Des Ténèbres (Grief)
31. Le Royaume (Kingdom)
32. Le chien d'Ulster (The Hound of Ulster)
33. Le temps des rêves (Walkabout)
34. La marque de la panthère (Mark of the Panther)
35. Le Dragon de pierre (Pendragon)
36. Dans la tourmente (Eye of the Storm)
37. La Nouvelle Olympie (The New Olympians)
38. Au secours de la forêt (The Green)
39. La sentinelle venue d'ailleurs (Sentinel)
40. L’Honneur des guerriers (Bushido)
41. Les Pères célestes (Cloud Fathers)
42. Mauvaise rencontre au clair de lune (Ill Met By Moonlight)
43. Un futur cauchemardesque (Future Tense)
44. La Grande Réunion - 1re partie (The Gathering - Part 1)
45. La Grande Réunion - 2e partie (The Gathering - Part 2)
46. Vengeance en série (Vendettas)
47. Le Territoire (Turf)
48. Règlement de comptes (The Reckoning)
49. Qui joue à quoi ? (Possession)
50. Le Retour des chasseurs - 1re partie (Hunter's Moon - Part 1)
51. Le Retour des chasseurs - 2e partie (Hunter's Moon - Part 2)
52. Le Retour des chasseurs - 3e partie (Hunter's Moon - Part 3)

## Troisième saison:The Goliath Chronicles(1996-1997)
1. Les Tailleurs de pierre (The Journey)
2. La Rançon d'Alex (Ransom)
3. Les Fugueurs (Runaways)
4. Broadway va à Hollywood (Broadway Goes Hollywood)
5. Méfiez-vous des trains ! (A Bronx Tail)
6. Hudson en danger (The Dying Of The Light)
7. Goliath passe en jugement (And Justice For All)
8. Un clone pas très drôle (Genesis Undone)
9. Conflit de générations (Generations)
10. La métamorphose (For It May Come True)
11. Lavage de cerveau (To Serve Mankind)
12. Protéus est de retour (Seeing Isn't Believing)
13. Une ère nouvelle (Angels In The Night)